# Charles G. Clarke
Pour les articles homonymes, voir Charles Clarke.
Charles G. Clarke (parfois crédité Charles Clarke), ASC, est un directeur de la photographie américain, né Charles Galloway Clarke le 10 mars 1899 à Potter Valley (Californie), décédé le 1er juillet 1983 à Beverly Hills (Californie).

## Biographie
Au cinéma, Charles G. Clarke débute sur un film muet de 1916, comme premier assistant opérateur, poste qu'il alterne avec celui de deuxième assistant opérateur sur sept autres films muets, en 1922-1923 (en outre, il est monteur de deux d'entre eux, expérience qu'il ne renouvellera pas).
Comme chef opérateur, il contribue à cent trente-neuf films américains entre 1920 et 1962, dont des westerns (ex. : Les Rôdeurs de la plaine de Don Siegel, en 1960, avec Elvis Presley et Steve Forrest). Il collabore notamment avec les réalisateurs Jack Conway (ex. : Viva Villa ! en 1934, avec Wallace Beery, Leo Carrillo et Fay Wray), John Ford (ex. : Les Quatre Fils en 1928, avec George Meeker), Henry King (ex. : Capitaine de Castille en 1947, avec Tyrone Power et Jean Peters), Nunnally Johnson (ex. : La Veuve noire en 1954, avec Ginger Rogers, Van Heflin et Gene Tierney), George Melford (plusieurs films muets, au cours des années 1920), ou encore George Seaton (ex. : La Ville écartelée en 1950, avec Montgomery Clift, Paul Douglas et Cornell Borchers).
Il est aussi chef opérateur de seconde équipe, sur une dizaine de films, entre 1929 et 1957 (ex. : La Mousson de Jean Negulesco, en 1955).
À la télévision, Charles G. Clarke est directeur de la photographie sur quatre séries, entre 1966 et 1971, année où il se retire.
Au cours de sa carrière, il obtient quatre nominations à l'Oscar de la meilleure photographie (mais n'en gagne pas ; voir la rubrique "Nominations" ci-dessous), dont une pour La Péniche de l'amour (1942) d'Archie Mayo, avec Jean Gabin et Ida Lupino.
Membre de l'American Society of Cinematographers (ASC), il en est le président de 1948 à 1950, puis de 1951 à 1953.

## Filmographie partielle

### Au cinéma
Comme directeur de la photographie, sauf mention contraire
- 1920 : Le Fils de Tarzan (The Son of Tarzan)
- 1923 : Salomy Jane de George Melford
- 1923 : La Lumière qui s'éteint (The Light That Failed) de George Melford
- 1925 : Friendly Enemies de George Melford
- 1925 : À la dérive (The Top of the World) de George Melford
- 1926 : One Minute to Play de Sam Wood
- 1926 : Going Crooked de George Melford
- 1926 : Son fils avait raison (One Minute to Play) de Sam Wood
- 1927 : Upstream de John Ford
- 1927 : A Racing Romeo (en) de Sam Wood
- 1927 : Ham and Eggs at the Front de Roy Del Ruth
- 1928 : Les Quatre Fils (Four Sons) de John Ford
- 1928 : Sharp Shooters de John G. Blystone
- 1928 : La Danse rouge  (The Red Dance) de Raoul Walsh
- 1928 : Plastered in Paris de Benjamin Stoloff
- 1928 : Riley the Cop de John Ford
- 1929 : Not Quite Decent d'Irving Cummings
- 1929 : Words and Music de James Tinling
- 1929 : A Song of Kentucky de Lewis Seiler
- 1929 : L'amour dispose (The Exalted Flapper) de James Tinling
- 1930 : So This Is London de John G. Blystone
- 1929 : L'Iceberg vengeur (Frozen Justice) d'Allan Dwan
- 1931 : Annabelle's Affairs d'Alfred L. Werker
- 1932 : Tarzan, l'homme singe (Tarzan the Ape Man) de W.S. Van Dyke (photographie de seconde équipe)
- 1933 : Fille de feu (Hot Pepper) de John G. Blystone
- 1934 : Viva Villa ! de Jack Conway
- 1934 : Le Témoin imprévu (Evelyn Prentice) de William K. Howard
- 1934 : Tarzan et sa compagne (Tarzan and his Mate) de Cedric Gibbons et Jack Conway
- 1935 : The Winning Ticket de Charles Reisner
- 1935 : The Perfect Gentleman de Tim Whelan
- 1935 : Un drame au casino (The Casino Murder Case) d'Edwin L. Marin
- 1935 : L'Ombre du doute (Shadow of Doubt) de George B. Seitz
- 1935 : Poursuite (Pursuit) d'Edwin L. Marin
- 1935 : Windy d'Harold S. Bucquet
- 1935 : L'Évadée (Woman Wanted) de George B. Seitz
- 1935 : Les Révoltés du Bounty (Mutiny on the Bounty) de Frank Lloyd
- 1935 : The Perfect Gentleman de Tim Whelan
- 1936 : L'Affaire Garden (The Garden Murder Case) d'Edwin L. Marin
- 1936 : Every Sunday de Felix E. Feist
- 1936 : À vos ordres, Madame (Trouble for Two), de J. Walter Ruben
- 1937 : Visages d'Orient (The Good Earth) de Sidney Franklin (photographie de seconde équipe)
- 1937 : Sous le voile de la nuit (Under Cover of Night) de George B. Seitz
- 1937 : Monsieur Dood part pour Hollywood (Stand-In) de Tay Garnett
- 1937 : La Treizième Chaise (The Thirteenth Chair) de George B. Seitz
- 1938 : Safety in Numbers de Malcolm St. Clair
- 1938 : Charlie Chan à Honolulu (Charlie Chan in Honolulu) de H. Bruce Humberstone
- 1939 : Le Retour de Cisco Kid (Return of the Cisco Kid) de Herbert I. Leeds
- 1939 : Mr. Moto Takes a Vacation de Norman Foster
- 1939 : L'Aigle des frontières (Frontier Marshall) d'Allan Dwan
- 1940 : Les Raisins de la colère (The Grapes of Wrath) de John Ford (photographie de seconde équipe)
- 1941 : Dead Men Tell d'Harry Lachman
- 1941 : Le Dernier des Duane (Last of the Duanes) de James Tinling
- 1941 : Marry the Boss's Daughter de Thornton Freeland
- 1942 : La Péniche de l'amour (Moontide) d'Archie Mayo
- 1942 : Sex Hygiene (en) d'Otto Brower et John Ford (court métrage)
- 1943 : Hello Frisco, Hello de H. Bruce Humberstone
- 1943 : Guadalcanal (Guadalcanal Diary) de Lewis Seiler
- 1944 : Tampico, de Lothar Mendes
- 1945 : Junior Miss de George Seaton
- 1945 : Molly and Me de Lewis Seiler
- 1945 : Jupiter (Thunderhead - Son of Flicka) de Louis King
- 1946 : Margie de Henry King
- 1947 : Le Miracle de la 34e rue (Miracle on 34th Street) de George Seaton
- 1947 : Capitaine de Castille (Captain from Castille) d'Henry King
- 1947 : Tonnerre dans la vallée (Thunder in the Valley) de Louis King
- 1948 : Scandale en première page (That Wonderful Urge) de Robert B. Sinclair
- 1948 : Alerte au ranch (Green Grass of Wyoming) de Louis King
- 1948 : Le Rideau de fer (The Iron Curtain) de William A. Wellman
- 1949 : Sand de Louis King
- 1949 : La Furie des tropiques (Slattery's Hurricane) d'André de Toth

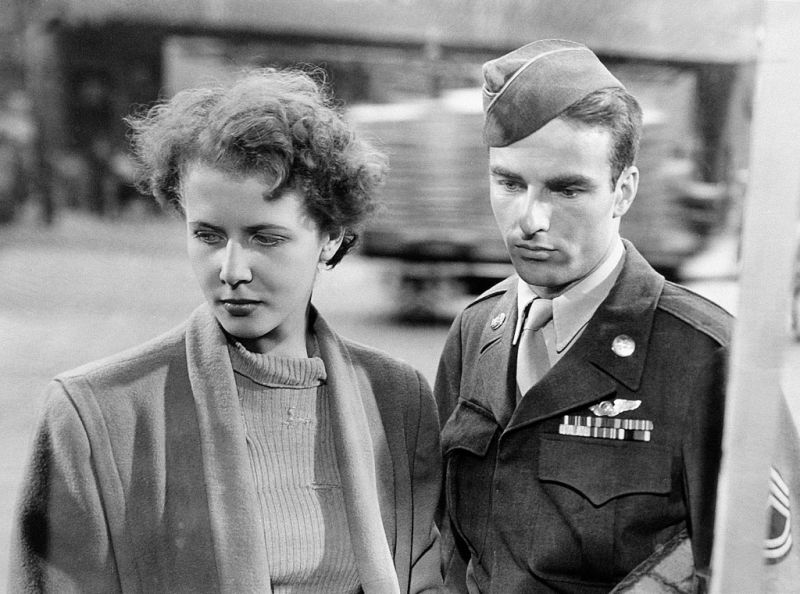
Prise de vue pour La Ville écartelée (1950)
- Cornell Borchers et Montgomery Clift -

- 1950 : La Ville écartelée (The Big Lift) de George Seaton
- 1950 : Parade du rythme (I'll Get By)  de Richard Sale
- 1951 : Une fille en or (Golden Girl) de Lloyd Bacon
- 1952 : La Loi du fouet (Kangaroo) de Lewis Milestone
- 1952 : La Parade de la gloire (Star and Stripes Forever) d'Henry Koster
- 1952 : Duel dans la forêt (Red Skies of Montana) de Joseph M. Newman
- 1953 : La Cité des tueurs (City of Bad Men)
- 1953 : Destination Gobi de Robert Wise
- 1954 : La Veuve noire (Black Widow) de Nunnally Johnson
- 1954 : Les Ponts de Toko-Ri (The Bridges at Toko-Ri) de Mark Robson (photographie aérienne)
- 1954 : Je dois tuer (Suddenly) de Lewis Allen
- 1954 : Les Gens de la nuit (Night People) de Nunnally Johnson
- 1955 : La Mousson (The Rains of Ranchipur) de Jean Negulesco (photographie de seconde équipe)
- 1955 : Les Inconnus dans la ville (Violent Saturday) de Richard Fleischer
- 1955 : Le Prince des acteurs (Prince of Players) de Philip Dunne
- 1955 : La Colline de l'adieu (Love is a Many-Splendored Thing) d'Henry King (photographie de seconde équipe)
- 1955 : Le Seigneur de l'aventure (The Virgin Queen) d'Henry Koster
- 1956 : The Dark Wave de Jean Negulesco
- 1956 : Je ne suis pas un espion (Three Brave Men) de Philip Dunne
- 1956 : L'Homme au complet gris (The Man in the Gray Flanel Suit) de Nunnally Johnson
- 1956 : Carousel d'Henry King
- 1957 : Les Naufragés de l'autocar (The Wayward Bus) de Victor Vicas
- 1957 : Le soleil se lève aussi (The Sun also rises) d'Henry King (photographie de seconde équipe)
- 1957 : Ma femme a des complexes (Oh, Men ! Oh, Women !) de Nunnally Johnson
- 1958 : Le Barbare et la Geisha (The Barbarian and the Geisha) de John Huston
- 1958 : Flammes sur l'Asie (The Hunters) de Dick Powell
- 1959 : Le Bruit et la Fureur (The Sound and the Fury) de Martin Ritt
- 1959 : Duel dans la boue (These Thousand Hills) de Richard Fleischer
- 1959 : Holiday for Lovers d'Henry Levin
- 1959 : Les Déchaînés (A Private's Affair) de Raoul Walsh
- 1959 : Le Vagabond des Bois Maudits (Hound-Dog Man) de Don Siegel
- 1960 : Les Rôdeurs de la plaine (Flaming Star) de Don Siegel
- 1961 : Les lauriers sont coupés (Return to Peyton Place) de José Ferrer
- 1962 : Madison Avenue d'H. Bruce Humberstone

### À la télévision
- 1966 : Perdus dans l'espace (Lost in Space), Saison 1, épisode 21 The Magic Mirror de Nathan Juran et épisode 27 The Lost Civilization
- 1966 : Le Frelon vert (The Green Hornet), saison unique, épisode 6 Une honorable société (Eat, drink and be dead)
- 1968-1970: Au pays des géants (Land of the Giants), saison 1, épisode 4 Le Maquisard (Underground, 1968) de Sobey Martin ; saison 2, épisode 10 Comeback (1969) et épisode 19 Panic (1970) de Sobey Martin

## Nominations
- Oscar de la meilleure photographie (nominations uniquement) :
  - En 1943, catégorie noir et blanc, pour La Péniche de l'amour ;
  - En 1944, catégorie couleur, pour Hello, Frisco, Hello (nomination partagée avec Allen M. Davey) ;
  - En 1949, catégorie couleur, pour Alerte au ranch ;
  - Et en 1950, catégorie couleur, pour Sand.